# După Deal (gmina Ponor)
După Deal – wieś w Rumunii, w okręgu Alba, w gminie Ponor. W 2011 roku liczyła 68 mieszkańców.